# 約翰·艾薩克·桑尼克羅夫特公司
約翰·艾薩克·桑尼克羅夫特公司（John I. Thornycroft & Company Limited ，通常簡稱為Thornycroft），是一家英國造船公司，由約翰·艾薩克·桑尼克羅夫特（John Isaac Thornycroft于 1866 年創立於奇斯威克，於1908年遷至南安普敦的伍爾斯頓（Woolston），後於 1966 年與Vosper & Company合併，成為Vosper Thornycroft 。從 2002 年到 2010 年，該公司收購了幾家國際性與美國的國防和服務公司，更名為 VT 集團。 2008 年，VT集團在英國的造船和支援業務與 BAE 系統公司合併，成為BVT Surface Fleet。 2010 年，公司的其餘部分被巴布考克國際集團吸收，巴布考克國際集團取得英國和國際業務，將美國業務出售給了美國的喬丹公司，喬丹公司更名為VT 集團。

## 歷史

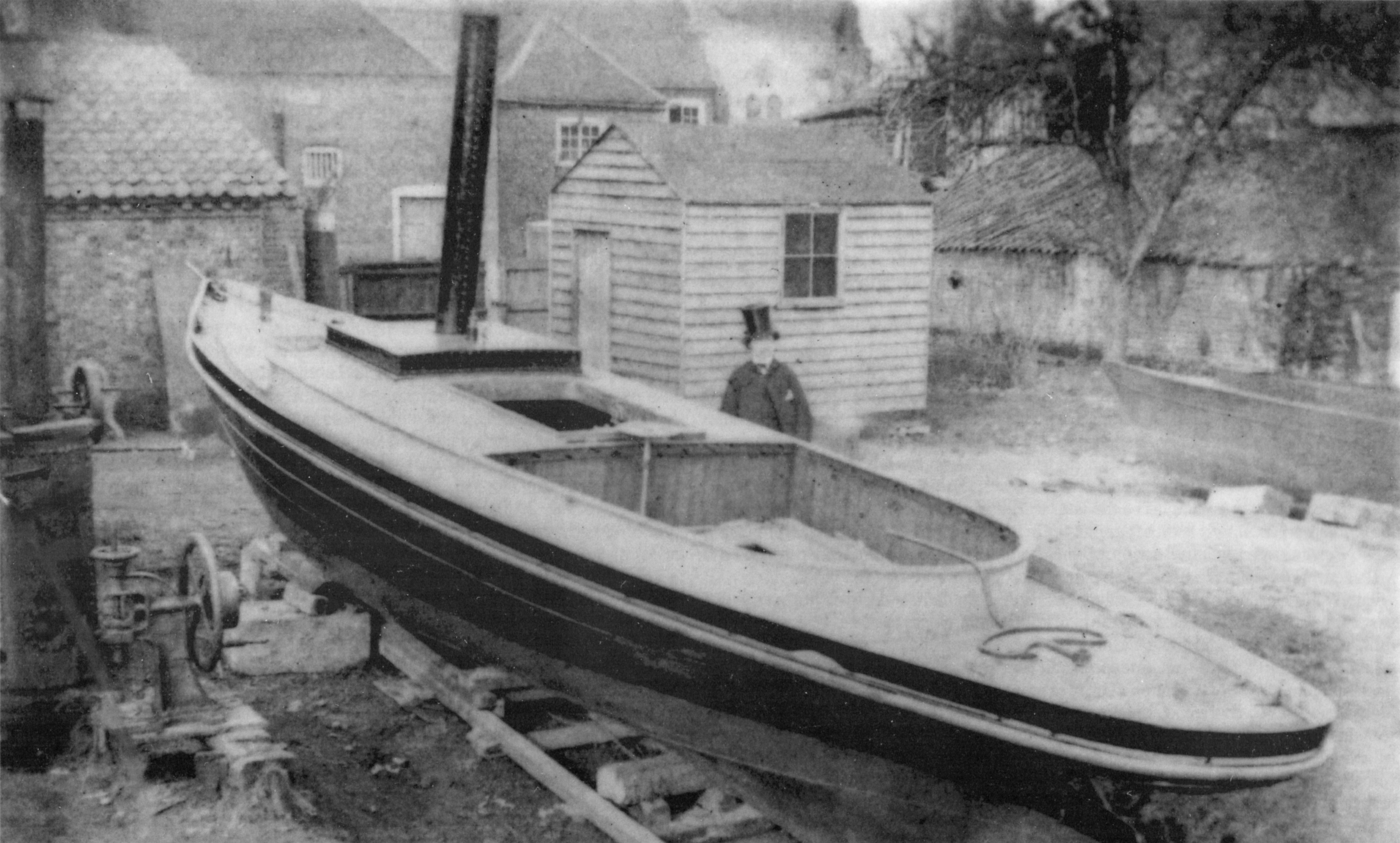
約翰·艾薩克·桑尼克羅夫特和他的第一艘船Nautilus

約翰·艾薩克·桑尼克羅夫特 (John Isaac Thornycroft) 在 16 歲時就展示了造船能力，於 1859 年開始建造一艘小型蒸汽船，命名為Nautilus，並在 1862 年證明它是第一艘速度足以跟上牛津劍橋賽艇對抗中的划艇的蒸汽船。隨後他的父親，雕塑家湯瑪斯·桑尼克羅夫特（Thomas Thornycroft）於 1864 年在奇斯威克的泰晤士河畔購入土地，也就是約翰·艾薩克·桑尼克羅夫特公司的開始。 

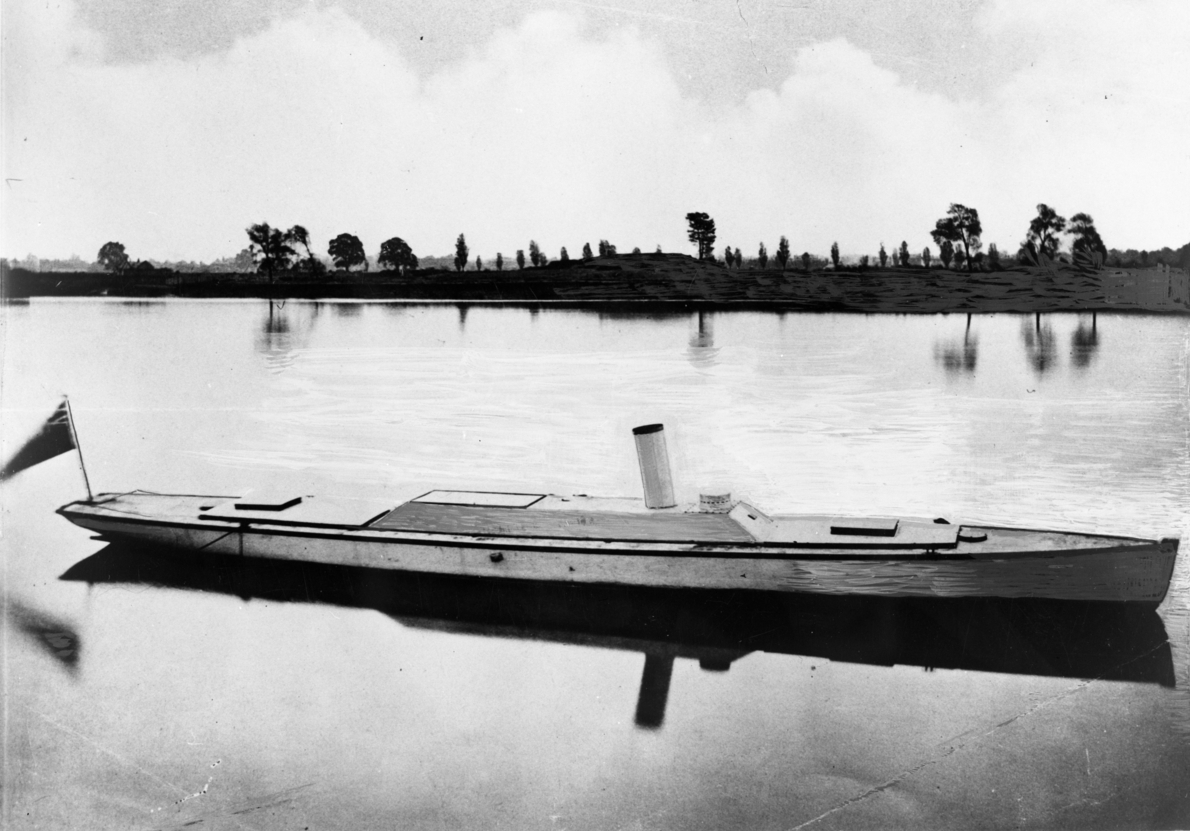
挪威海軍的Rap號魚雷艇，是桑尼克羅夫特船廠魚雷艇業務的開始。

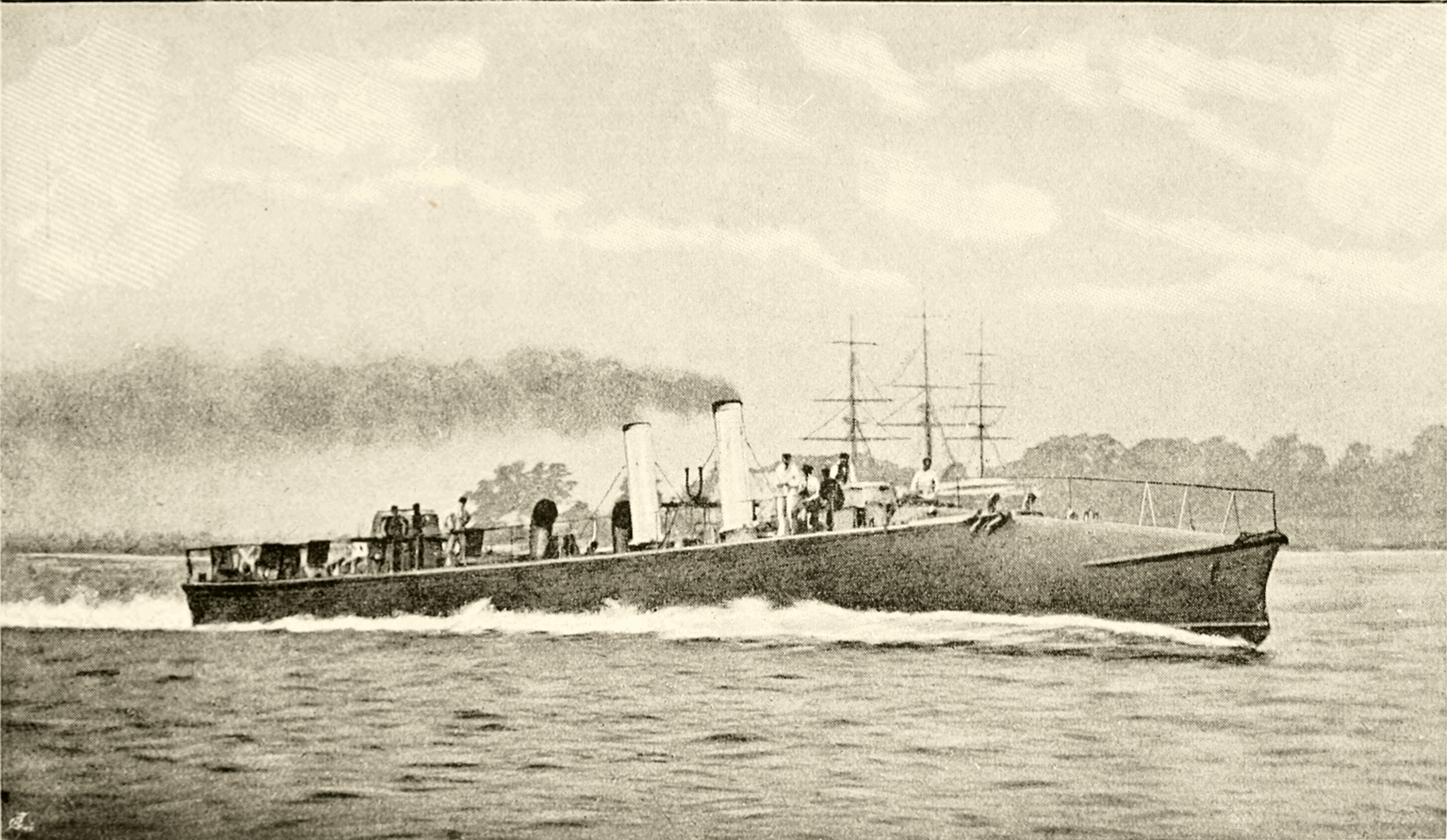
於 1887 年為西班牙建造更大的魚雷艇Ariete號。

### 奇斯威克船廠
在最初的十年中公司規模不大，主要是建造蒸汽船和蒸汽遊艇。在 1873 年，公司為挪威海軍建造了鋼體魚雷艇，隨後為他國與英國皇家海軍建造了魚雷艇。當時魚雷和魚雷艇被視為未來的重要武器，在 1870 和 1880 年代，桑尼克羅夫特船廠成為許多海軍的主要供應商。
一開始，船隻使用鐵路蒸汽機車的鍋爐，但公司後來開發了水管鍋爐並於1885年獲得專利，能為船隻提供更高的速度。但隨著船隻尺寸增大，到了1890年代，新船隻越來越難以通過漢默史密斯橋－－通過橋下時，船隻的桅杆與煙囪必須放下或拆除，之後再恢復原位。1904年購入了伍爾斯頓的船塢，奇斯威克的教堂碼頭船廠最終於 1909 年 8 月關閉。
以威廉·比爾德莫爾（William Beardmore）為首的一群實業家收購了公司，並在 1901 年將公司上市，由比爾德莫爾擔任董事長，但於 1907 年辭去董事長職務。 

### 伍爾斯頓船廠
伍爾斯頓船廠位英國皇家海軍建造的第一艘船是部落級驅逐艦HMS Tartar號。到第一次世界大战開始時，該船廠為皇家海軍建造了 37 艘驅逐艦，並為他國海軍建造了多艘驅逐艦。在戰爭期間，該船廠為皇家海軍建造了 26 艘驅逐艦、3艘潜艇和大量小型艦艇。 
小型船隻的建造則是搬到了位於漢普頓的新船廠。該廠負責建造遊艇與皇家海軍的大量小型船隻。

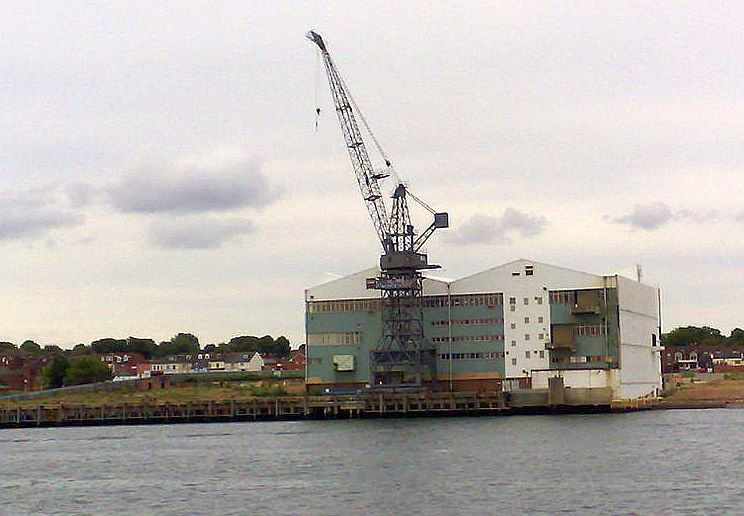
位於伍爾斯頓的 VT Group 船廠，1906 年至 2004 年間是桑尼克羅夫特造船廠的所在地

在兩次世界大戰期間，伍爾斯頓船廠為皇家海軍與民間建造船隻。二战爆发后，船厂建造轻型护卫舰和驅逐艦。但生產受到轟炸的影響（可能是因為靠近建造噴火式戰鬥機的工廠）。戰爭時期在伍爾斯頓建造的最大海軍艦艇，是快速布雷艇HMS Latona （2,650 噸），其渦輪機可輸出72,000匹軸馬力（53,690千瓦特），航速可達40節（每小時74公里）。 
船廠也為海軍建造適於航海的登陸艇，其輪廓低矮、引擎噪音低、吃水淺，長41英尺6英寸（12.6公尺），裝有兩部65匹制動馬力（48千瓦特）的福特V8引擎，二戰期间建造了约 1,929 艘； 1944 年，每個月建造 60 艘。登陸艇的適航極限為波浪小于5英尺（2米）高。因此在波濤洶湧的海面上可能會有危險－－例如1944 年 6 月 6 日。在整個戰爭期間共損失371艘，在1944年就損失了267艘 

### 戰後
1966 年，缺少訂單的桑尼克羅夫特公司，與隸屬於 David Brown 集團的 Vosper & Company合併－－後者有訂單但缺乏造船空間。合併後的公司在1970年改稱 Vosper Thornycroft，並在伍爾斯頓建造了新工廠，生產一直持續到 2004 年。然而，到 2003 年，業務繼續成長到這些設施無法負荷，因此將生產轉移到位於汉普郡的新船廠。 
後來Vosper Thornycroft 更名為 VT Group，並於 2010 年被巴布考克國際集團  吸收，後者接收了 VT Group 的英國業務，並於2012 年將美國業務和VT Group名稱出售給喬丹公司。  桑尼克羅夫特公司的造船業務，由朴茨茅斯的BAE Systems Surface Ships繼續下去。